# Formicini
Tribu
Les Formicini sont une tribu de fourmis de la sous-famille des formicinés.

## Liste des genres
Selon BioLib (17 janvier 2025) :
- Alloformica Dlussky, 1969
- Bajcaridris Agosti, 1994
- Cataglyphis Förster, 1850
- Formica Linnaeus, 1758
- Iberoformica Tinaut, 1990
- Polyergus Latreille, 1804
- Proformica Ruzsky, 1902
- Rossomyrmex Arnoldi, 1928